# Caruso, la voce dell'amore
Caruso, la voce dell'amore è una miniserie televisiva italiana del 2012, ispirata alla vita di Enrico Caruso.

## Trama
Il racconto è incentrato sui contrastati rapporti fra Enrico Caruso e le due sorelle fiorentine Rina ed Ada Giachetti - dalla quale ebbe due figli, Rodolfo ed Enrico jr. - e sul matrimonio con la giovane americana Dorothy Benjamin, da cui Caruso ebbe la figlia Gloria.